# 104街車站 (IND福爾頓街線)
104街車站（英語：104th Street station）是紐約地鐵IND福爾頓街線的一個地鐵站，位於皇后區南臭氧公園和里奇蒙山的自由大道和104街交界，設有A線（任何時候停站）列車服務。

## 車站結構
| P 月台層 | 側式月台，右側開門 | 側式月台，右側開門                                                        |
| P 月台層 | 北行               | 往英伍德-207街（洛克威林蔭路） · 深夜接駁線往尤克利德大道（洛克威林蔭路） |
| P 月台層 | 尖峰特快           | 無服務                                                                    |
| P 月台層 | 南行               | （深夜時）往勒弗茲林蔭路（111街）                                         |
| P 月台層 | 側式月台，右側開門 |                                                                           |
| M        | 夾層               | 閘機、車站詢問處                                                          |
| G        | 街道層             | 出入口                                                                    |

車站設有兩個側式月台和三條軌道。中央軌道不營運。車站西北在IND洛克威線上可以看見長島鐵路洛克威海灘支線已廢棄的軌道。
此站在2014年翻新後，在2015年初MTA藝術及設計委托、Béatrice Coron設計的藝術品《在正確的軌道上》（On the Right Track）放置在此站
。

## 外部連結
- 104th Street entrance from Google Maps Street View
- Platforms from Google Maps Street View （页面存档备份，存于）